# Papaz yahnisi
Papaz yahnisi és un plat de carn de la cuina turca. També conegut com a Soğan yahnisi, és un estofat (yahni en turc) fet amb carn d'ovella o de xai i escalunyes, com ingredients basics, especialment en Tracia i el restant de la Regió de la Màrmara de Turquia i a Esmirna. En la seva elaborització també s'utilitzen all, sèu, canyella, altres espècies, sal, i una mica de vinagre (o vi).
Els seus noms alternatives signifiquen, literalment, "estofat del capellà" i "estofat amb cebes", respectivament.